# Sant Sernin
|  | Per a la basílica de Tolosa, vegeu Sant Serni de Tolosa. |

Sant Sernin (en francès Saint-Sernin) és un municipi francès situat al departament de l'Aude i a la regió d'Occitània.